# Haggard
Haggard (англ. виснажений, змучений) — німецький гурт, який виконує музику у стилі симфо-метал. Заснований у 1991 році гітаристом, поетом і композитором Азізом Нассері, який пише музику і тексти до всіх пісень Haggard. Гурт у своїй творчості поєднує метал-музику із класичною та середньовічними мотивами.

## Історія

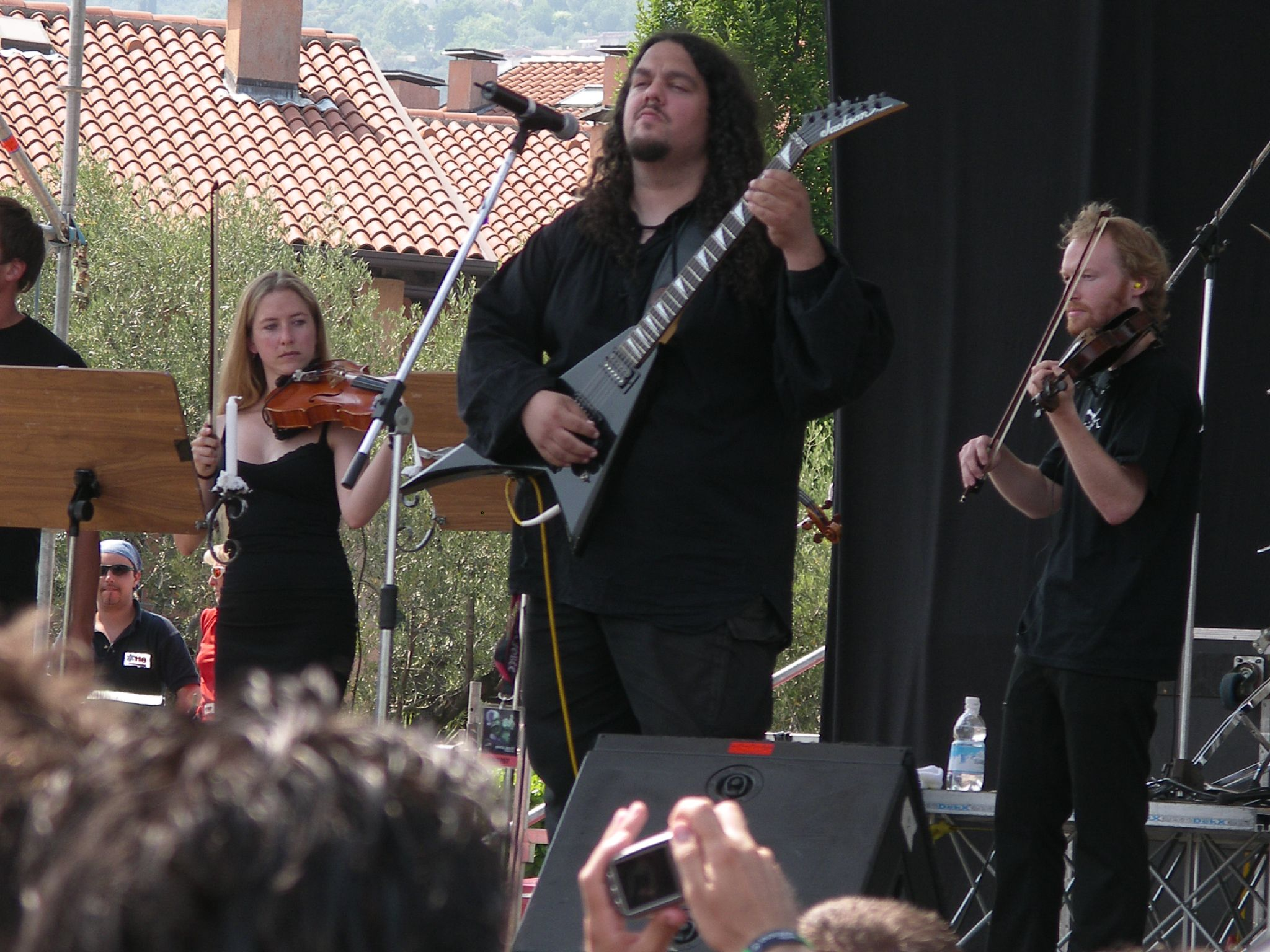
Haggard в Італії на Evolution Festival

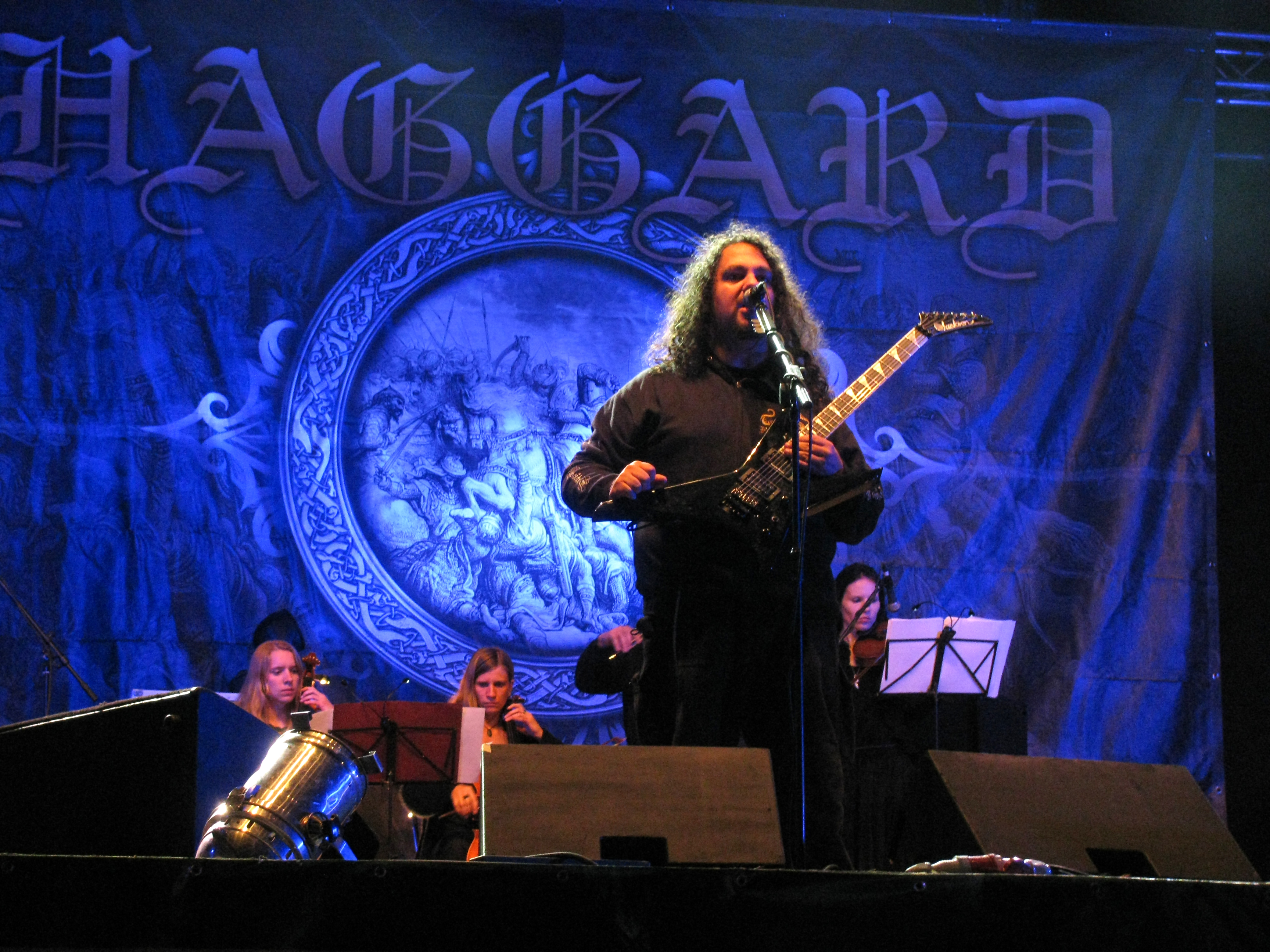
Haggard у Києві на Global East Festival 2010

Засновником гурту став Азіз Нассері, нащадок мігрантів з Близького Сходу. Як і засновники жанру симфо-метал Therion, Haggard почав свою творчість із жанру дет-метал. У цей період гурт не видав жодного альбому і його записи існують тільки на демо-касетах. Випуск дебютного альбому And Thou Shalt Trust… the Seer у 1997 році став проривом. У ньому елементи класичної музики поєднувалися з мотивами епохи Ренесансу і естетикою дум-металу, оперний вокал з низьким гроулінгом. Наступний альбом Awaking the Centuries (2000) присвячений життю Мішеля Нострадамуса.
Здобувши певну популярність, гурт вирушає у тур. Особливо вдалими були виступи у Мексиці, де вони виступали двічі. Концерт у Мехіко вийшов на DVD під назвою Awaking the Gods: Live In Mexico (2001). На той час гурт був більше схожим на оркестр, ніж рок-гурт, тому що кількість учасників досягала 21 особи.
Третій альбом Eppur Si Muove (італ. І все-таки вона крутиться) вийшов у 2004 році і був присвячений Галілео Галілею та його конфлікту з католицькою церквою.
Четвертий альбом Tales of Ithiria вийшов у 2008 році. Події і герої, про які оповідається у альбомі — вигадані. Дія відбувається у вигаданій країні Ітірія. Звучання стало менш важким, частина інструментів замінена синтезатором.
У 2010 році гурт вперше виступив разом із симфонічним оркестром Пловдівської філармонії.
У 2011 році гурт відвідав Україну, зігравши з російським гуртом Эпидемия, та українськими гуртами D.R.I.F.F. (Харків) та Crimson Sky (Рівне).

## Учасники

### Теперішній склад
- Азіз Нассері — вокал, гітара, музика, тексти
- Сюзанна Ейлерс — вокал (сопрано)
- Вероніка Крамелер — вокал (сопрано)
- Мануела Краллер — вокал (сопрано)
- Фіффі Фюрман — вокал (тенор), бас-гітара
- Джонатан Вінот — гітара
- Міхаель Стапф — скрипка
- Івіца Крамелер — контрабас
- Андреас Фукс — валторна, флейта, перкусія, ударні
- Лінда Антонетті — флейта, гобой
- Штеффі Герц — альт
- Йоханнес Шлейермахер — віолончель
- Патриція Круг — віолончель
- Клаудіо Кварта — гітара
- Ханс Вольф — фортепіано, клавішні
- Інгрід Нецер — фортепіано, клавішні
- Луз Марсен — ударні, перкусія
- Міхаель Шум — перкусія

### Колишні учасники
- Флоріан Бартл — гобой, англійський ріжок
- Джудіт Маршалл — скрипка
- Доро — скрипка
- Марк Пендрі — кларнет
- Сасема — вокал
- Роберт Мюллер — кларнет
- Крістоф Застров — флейта
- Денні Клюп — гітара
- Катрін Печлоф — арфа
- Карін Бодемюллер — вокал
- Флоріан Шенеллігер — перкусія
- Анді Над — бас-гітара
- Габі Кос — вокал
- Робін Фішер — бас-гітара
- Анді Хембергер — вокал
- Катрін Герц — віолончель
- Андреас Пешке — флейта

Крім того понад 10 музикантів було запрошено для запису альбому Eppur Si Muove.

## Дискографія

### Альбоми
- And Thou Shalt Trust... the Seer (1997)
- Awaking the Centuries (2000)
- Eppur Si Muove (2004)
- Tales of Ithiria (2008)

### EP
- Progressive (1994)

### Демо
- Introduction (1992)
- Once… Upon a December's Dawn (1995)

### Концертні записи
- In a Pale Moon's Shadow (VHS, 1998)
- Awaking the Gods: Live in Mexico (DVD і CD версії, 2001)